# Langkawi Sky Bridge
Le Langkawi Sky Bridge est une passerelle à haubans situé sur l'archipel du Langkawi, dans le Kedah en Malaisie. Il se trouve à environ 700 mètres au-dessus du niveau des mers pour une longueur de 125 mètres. C'est un pont pour piétons accessible par le téléphérique de Langkawi.
Le pont a été fermé en juillet 2012 pour maintenance mise à niveau. La réouverture a été reportée à plusieurs reprises, mais elle a d'abord partiellement rouvert en février 2015.
Le pont est aujourd'hui entièrement accessible.